# Tamalín
Tamalín är en ort i Mexiko.   Den ligger i kommunen Tamalín och delstaten Veracruz, i den sydöstra delen av landet, 250 km nordost om huvudstaden Mexico City. Tamalín ligger 147 meter över havet och antalet invånare är 4 674.
Terrängen runt Tamalín är kuperad söderut, men norrut är den platt. Runt Tamalín är det glesbefolkat, med 20 invånare per kvadratkilometer. Närmaste större samhälle är Naranjos, 13,0 km öster om Tamalín. Omgivningarna runt Tamalín är en mosaik av jordbruksmark och naturlig växtlighet.